# Oberrödinghausen
Die Siedlung Oberrödinghausen liegt im Gebiet der Stadt Menden (Sauerland). Bis 1639 soll hier der Familiensitz derer von Rödinghusen gestanden haben.

## Geografie
Oberrödinghausen liegt im Süden des Mendener Stadtgebiets an der Grenze zur Stadt Balve. Im Westen bildet die Hönne die Grenze zur Stadt Hemer. Nördlich liegt die Ortschaft Lendringsen und östlich die Ortschaft Asbeck.
Am 1. Juli 2017 hatte der „Ortsteil Oberrödinghausen“ 486 Einwohner.

## Geschichte
Vor der kommunalen Neugliederung am 1. Januar 1975 lag Oberrödinghausen im Gebiet der Gemeinde Lendringsen im Amt Menden im Kreis Iserlohn. Bei der Gebietsreform wurden die Gemeinde Lendringsen, die damalige Stadt Menden (Sauerland) und weitere Gemeinden im Amtsgebiet zu einer neuen kreisangehörigen Kommune, der heutigen Stadt Menden (Sauerland), zusammengeschlossen.

## Wirtschaft und Infrastruktur
Durch Oberrödinghausen verläuft die Bundesstraße 515 (B 515), an der die wenigen Häuser der Siedlung und der Oberrödinghauser Hammer liegen. Entlang der B 515 fließt die Hönne durch das Hönnetal. Auf der dazu parallel verlaufenden Bahnstrecke zwischen Menden (Sauerland) und Neuenrade verkehrt die Hönnetalbahn. Oberrödinghausen verfügt jedoch über keinen Bahnhof.
Im nahe gelegenen Steinbruch Asbeck wird Kalkstein abgebaut und im Kalkwerk Hönnetal veredelt. Die Bahnstrecke wird für den Abtransport Richtung Norden benutzt.
In Oberrödinghausen befindet sich der Katholische Kindergarten „St. Marien“.